# Rhipsalis cereoides
Rhipsalis cereoides es una especie de plantas en la familia Cactaceae. Es endémica de Espírito Santo y Río de Janeiro en Brasil. Su hábitat natural son los bosques de tierras bajas tropicales o subtropicales y áreas rocosas. Actualmente se encuentra en peligro de extinción por pérdida de hábitat. Es una especie común que se ha extendido por todo el mundo.
Es una planta perenne carnosa, angulada y armada de espinos y con las flores de color blanco.

## Sinonimia
- Lepismium cereoides

## Fuente
- Taylor, N.P. 2002. Rhipsalis cereoides. 2006 IUCN Red List of Threatened Species.  Bajado el 23-08-07.